# Tidal (альбом)
Tidal — дебютный студийный альбом американской певицы Фионы Эппл, выпущенный 23 июля 1996 года на лейблах Clean State, Work Group и Columbia.
| Оценки критиков               | Оценки критиков |
| Источник                      | Оценка          |
| ----------------------------- | --------------- |
| AllMusic                      | [ 1 ]           |
| Christgau's Consumer Guide    | [ 2 ]           |
| Encyclopedia of Popular Music | [ 3 ]           |
| The Guardian                  | [ 4 ]           |
| Los Angeles Times             | [ 5 ]           |
| Pitchfork                     | 9.0/10          |
| PopMatters                    | 9/10            |
| Q                             | [ 8 ]           |
| The Rolling Stone Album Guide | [ 9 ]           |

## Список композиций
Все песни были написаны Фионой Эппл и спродюсированы Эндрю Слейтером.
| №                   | Название             | Длительность |
| ------------------- | -------------------- | ------------ |
| 1.                  | «Sleep to Dream»     | 4:08         |
| 2.                  | «Sullen Girl»        | 3:54         |
| 3.                  | «Shadowboxer»        | 5:24         |
| 4.                  | «Criminal»           | 5:41         |
| 5.                  | «Slow Like Honey»    | 5:56         |
| 6.                  | «The First Taste»    | 4:47         |
| 7.                  | «Never Is a Promise» | 5:54         |
| 8.                  | «The Child Is Gone»  | 4:14         |
| 9.                  | «Pale September»     | 5:50         |
| 10.                 | «Carrion»            | 5:43         |
| Общая длительность: | Общая длительность:  | 51:31        |

## Чарты
| Чарт (1996)           | Высшая позиция |
| --------------------- | -------------- |
| Австралия             | 43             |
| Бельгия (Валлония)    | 48             |
| Новая Зеландия        | 22             |
| США                   | 15             |
| США (Top Heatseekers) | 2              |
| Франция               | 21             |

## Продажи и сертификации
| Регион | Сертификация  | Продажи    |
| --- | ------------- | ---------- |
| Канада (Music Canada) | Платиновый    | 100 000^   |
| Франция (SNEP) | Золотой       | 117,100*   |
| Россия (NFPF) | Золотой       | 10,000*    |
| США (RIAA) | 3× Платиновый | 2,900,000^ |
| * Данные о продажах приведены только на основе сертификации. ^ Данные о тиражах приведены только на основе сертификации. |               |            |